# That's Show Biz!
That's Show Biz! è un album di Ray Anthony, pubblicato dalla Capitol Records nel 1961.

## Tracce
Lato A
1. The Brave Bulls – 2:39 (Bernardo Bautista Monterde, Antonio Ortiz Calero) – Registrato il 14 settembre 1960 a Las Vegas, Nevada
2. Come Rain or Come Shine – 2:52 (Harold Arlen, Johnny Mercer) – Registrato il 14 settembre 1960 a Las Vegas, Nevada
3. So I Said Yes – 3:07 (Odette Keene) – Registrato il 14 settembre 1960 a Las Vegas, Nevada
4. I Could Go On Like This All Night – 3:03 (McMullin, Allman, Russell) – Registrato il 15 settembre 1960 a Las Vegas, Nevada
5. You're 86 – 2:17 (White, Bigard, White) – Registrato il 15 settembre 1960 a Las Vegas, Nevada

Durata totale: 13:58
Lato B
1. Holiday for Strings – 3:46 (David Rose) – Registrato il 14 settembre 1960 a Las Vegas, Nevada
2. Bookends – 3:33 (Jack Brooks, Milt Rosen) – Registrato il 15 settembre 1960 a Las Vegas, Nevada
3. All or Nothing at All – 2:46 (Jack Lawrence, Arthur Altman) – Registrato il 15 settembre 1960 a Las Vegas, Nevada
4. That's All – 2:58 (Alan Brandt, Bob Haymes) – Registrato il 14 settembre 1960 a Las Vegas, Nevada
5. Sing, Sing, Sing – 4:15 (Louis Prima) – Registrato il 15 settembre 1960 a Las Vegas, Nevada

Durata totale: 17:18

## Musicisti
The Brave Bulls / Holiday for Strings
- Ray Anthony - tromba
- Bob Robinson - trombone
- Bob Hardaway - sassofono tenore
- Leo Anthony - sassofono baritono
- Sconosciuto - pianoforte
- Carson Smith - contrabbasso
- Nick Ceroli - batteria

Come Rain or Come Shine / So I Said Yes / That's All
- Ray Anthony - tromba
- Bob Robinson - trombone
- Bob Hardaway - sassofono tenore
- Leo Anthony - sassofono baritono
- Sconosciuto - pianoforte
- Carson Smith - contrabbasso
- Nick Ceroli - batteria
- Diane Hall - voce (brano: That's All)
- Annita Ray - voce (brano: Come Rain or Come Shine)

I Could Go On Like This All Night / Bookends / All or Nothing at All
- Ray Anthony - tromba
- Ray Anthony - voce (brani: I Could Go On Like This All Night e Bookends)
- Bob Robinson - trombone
- Bob Hardaway - sassofono tenore
- Leo Anthony - sassofono baritono
- Sconosciuto - pianoforte
- Carson Smith - contrabbasso
- Nick Ceroli - batteria
- Annita Ray - voce (brani: I Could Go On Like This All Night e All or Nothing at All)

You're 86 / Sing, Sing, Sing
- Ray Anthony - tromba
- Bob Robinson - trombone
- Bob Hardaway - sassofono tenore
- Leo Anthony - sassofono baritono
- Leo Anthony - voce (brano: You're 86)
- Sconosciuto - pianoforte
- Carson Smith - contrabbasso
- Nick Ceroli - batteria